# Obrona Hanko
Obrona morskiej bazy w Hanko (znana także jako oblężenie Hanko) – seria małych potyczek stoczonych na i wokół półwyspu Hanko pomiędzy wojskami fińskimi a Armią Czerwoną we wstępnej fazie wojny kontynuacyjnej i operacji Barbarossa, w drugiej połowie 1941 roku.

## Wstęp

### ZSRR
Baza morska w Hanko (Gangut) zajęta została przez ZSRR w marcu 1940 po pokoju moskiewskim kończącym wojnę zimową, w którym Finlandia została zmuszona do wydzierżawienia półwyspu. Przebazowano tam okręty Floty Bałtyckiej. Z chwilą ataku Niemiec na ZSRR przed bazą w Hanko, dowodzoną przez gen. mjr. S. I. Dzikowa, postawiono zadanie obrony i odparcie ataków przeciwnika dla zabezpieczenia działań Floty Bałtyckiej w regionie Zatoki Fińskiej.
Dla odparcia morskiego i powietrznego desantu na terytorium bazy zbudowano dwie bojowe pozycje, kontrolowane manewrowymi grupami wojsk lądowych. Lądową obronę bazy wzmocnił system zapór na granicy dzierżawionej strefy, dwie wyposażone obronne rubieże i dwie rubieże bezpośredniej obrony samego miasta Hanko, z których jeden był zwrócony przodem do morza i faktycznie był rubieżą obrony przeciwdesantowej.
Terytorium bazy ograniczało możliwość osiągnięcia wystarczającej głębokości obronnego systemu, ale pozwalało stworzyć znaczną gęstość obrony. Na półwyspie na początku wojny rozmieszczono 8 Samodzielną Brygadę Strzelecką pod dowództwem pułkownika N. P. Simoniaka, wzmocnioną artylerią, dywizjonem przeciwlotniczym, batalionami czołgowymi i saperskimi. Odcinek obrony brzegowej wzmocniono kilkoma pociągami pancernymi i stacjonarnymi bateriami z armatami o kalibrze od 305 do 45 mm. Obrona przeciwlotnicza bazy składała się z dwunastu 76 mm baterii i jednej eskadry samolotów (11 myśliwców I-153 i I-15bis). W bazie stacjonowały 3 strażnicze kutry MO 4 oraz kilka mniejszych. Ogólna liczebność garnizonu bazy stanowiła 25 300 ludzi.

### Finlandia
Zajęcie Hanko było zadaniem fińskich sił zbrojnych, dla których stworzono Grupę „Hanko”, składającą się z 17 Dywizji Piechoty (fińskiej) i silnego artyleryjskiego ugrupowania z armatami do 305 mm (razem 103 armaty). Fińskie Siły Powietrzne, liczące na początku wojny tylko 500 samolotów, nie stanowiły zagrożenia, ale duża liczba lotnisk tworzyła możliwość przerzutu znacznych sił Luftwaffe w rejon Hanko.

Niedaleko od brzegu możliwe było działanie fińskich kanonierek i kutrów. Według planu zajęcia bazy podstawowym warunkiem były niespodziewane ataki i szybki szturm z lądu. Carl Gustaf Mannerheim tak określił zadania fińskiej armii: 

«… Zrzucić w morze radziecką morską bazę!»

## Przebieg bitwy
Już 22 czerwca 1941 roku baza stała się celem nalotu niemieckiego lotnictwa. Do Leningradu została ewakuowana praktycznie cała ludność cywilna. Dla obrony bazy zostały stworzone dwie pozycje minowe (postawiono 367 min), przygotowano obronę przeciwlotniczą i przeciwdesantową.
1 lipca na bazę dokonano pierwszego szturmu lądowego, ale szturmujący zostali odepchnięci na wyjściowe położenie. W dość długim czasie Finowie niejednokrotnie, ale podobnie nieskutecznie próbowali różnymi sposobami przedrzeć się przez obronę Hanko, a Wehrmacht próbował zająć wyspę Osmussaar. Oczekiwania atakujących na szybkie zdobycie strategicznie ważnej w tym centrum Bałtyku bazy nie powiodły się.
Dla rozszerzenia obrony Hanko dowództwo radzieckie wysadziło desanty morskie, zajmując 18 sąsiadujących z półwyspem wysp. Ważną rolę w obronie Hanko odegrało lotnictwo bazy. W trudnych warunkach podtrzymywało działania wojska i wysadzanie desantów, prowadziło rozpoznanie, wykonywało ataki na statki, baterie i lotniska przeciwnika. Dużego wsparcia garnizonowi Hanko okazywało także lotnictwo Floty Bałtyckiej.
28 sierpnia 1941 Armia Czerwona ewakuowała Tallinn. To, a także zbliżająca się zima mocno zmieniło położenie na Hanko. Po pierwsze, traciła znaczenie centralna minowo-artyleryjska pozycja, zamykająca wejście do Zatoki Fińskiej. Po drugie, po zamarznięciu, lądowa obrona bazy mogłaby się utrzymać tylko gdyby posiadała łączność z Flotą Bałtycką.
W związku z tymi czynnikami, a także w niekorzystnym położeniu obronnym Zatoki Fińskiej, Stawka podjęła decyzję o ewakuacji garnizonu Hanko.

## Właściwości obrony

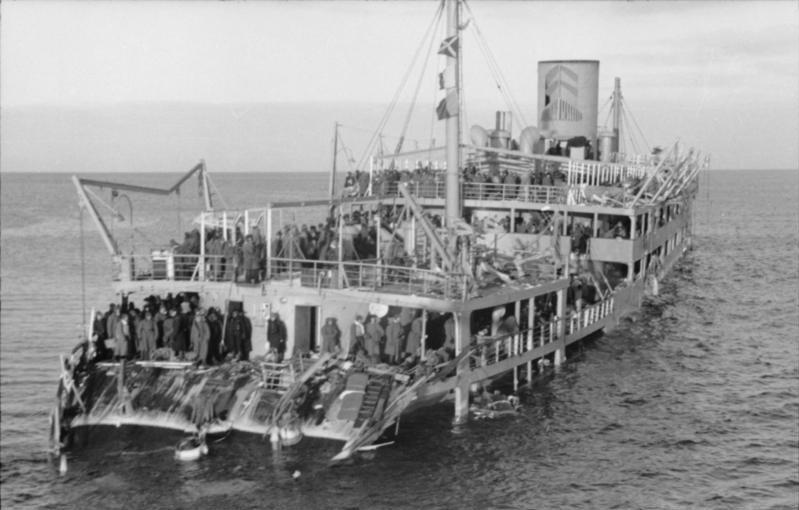
Radziecki statek pasażerski „Iosif Stalin”, użyty przez Rosjan do ewakuacji radzieckich żołnierzy z półwyspu Hanko w listopadzie 1941 roku, ciężko uszkodzony przez minę morską w dniu 3 grudnia 1941 roku

Obrona bazy zmusiła nieduże morskie siły Finlandii do rozdzielenia się na dwie części w Zatoce Fińskiej.
Od pierwszego momentu istnienia bazy zbudowano forty na terenie półwyspu. Geograficzne i nawigacyjno-hydrograficzne właściwości rejonowe morskiej bazy w Hanko określiły i formy jej obrony, właściwie szkierowo wyspowej pozycji. W miarę możliwości za pomocą postawienia minowych zapór został ograniczony manewr żeglugi na wodach szkierowych. Zajęcie 18 wysp znacznie wzmocniło obronę półwyspu. Próby szturmów z lądu zmusiły przeciwnika do przejścia do długotrwałego oblężenia bazy i przy braku możliwości ataków ze skrzydeł (zajętych do tego czasu przez radzieckich morskich piechurów).
Obronie Hanko sprzyjało zachowanie na półwyspie lotniska. Nawet stosunkowo nieduża liczba samolotów myśliwskich i rozpoznawczych, którymi dysponowało dowództwo morskiej bazy, w znacznej mierze wspomagało celność artylerii, zwalczanie desantów na wyspy i odparcie nalotów samolotów przeciwnika.
Wyjątkowa rola należała do artylerii nadbrzeżnej, która, w istocie była kluczowa dla obrony morskiej bazy. Nawodne siły, bazowane na Hanko, wykonywały zadania, związane z codzienną bojową działalnością w granicach bazy. Wszystkie te okoliczności i wysoki bojowy duch obrońców sprzyjały działaniom sił obrony.
Po nieudanej próbie szturmu radzieckiej bazy dowództwo fińskiej Grupy „Hanko” przekonało się, że za pomocą sił w swojej dyspozycji nie będzie w stanie zdobyć radzieckiej bazy morskiej. Położenie, pod Leningradem i na południe od niego, nie pozwalało mu liczyć na wzmocnienie. Walki o Hanko przyjęły charakter pozycyjny.

## Ewakuacja bazy
Ewakuacja bazy została przeprowadzona pomiędzy 26 października a 2 grudnia 1941 roku statkami Floty Bałtyckiej w warunkach sztormowych, przy silnym zalodzeniu i wielkim niebezpieczeństwie ze strony min morskich, przy aktywnym przeciwdziałaniu przeciwnika. Do 5 grudnia do Leningradu i Kronsztadu ewakuowano ponad 22 tysiące ludzi z oprzyrządowaniem i sprzętem bojowym.
8 Samodzielną Brygadę Strzelecką przekształcono w 136 Dywizję Strzelecką.